# アクセス時間
アクセス時間（アクセスじかん、Access_time）とは、電子システムにおいてデータ要求から、アクセスが完了する、またはリクエストされたデータが返されるまでの遅延時間または待ち時間のことである。

## 解説
- 電気通信システムにおいて、アクセスタイムとは、アクセス試行が開始されてからアクセスが成功するまでの経過時間のことである。アクセス時間値は、アクセス成功で終了したアクセス試行のみを測定する。
- コンピュータでは、命令制御ユニットがデータの呼び出しまたはデータの格納要求を開始した瞬間から、データの受け渡しが完了または保存が開始されるまでの時間間隔を指す。
- ディスク・ドライブの場合、ディスク・アクセス時間は、コンピュータがプロセッサからのデータを処理し、要求されたデータをハード・ディスクなどの記憶装置から取り出すのに要する時間である。ハード・ディスクの場合、ディスク・アクセス時間は、位置決め時間と回転遅延の合計によって決定される。
  - 位置決め時間 - アクセスアームが目的のシリンダーに到達するまでの時間。
  - 回転遅延 - ディスクが回転して、要求されたセクタが機構の読み書きヘッドに位置するまでの（平均）遅延。ディスクの回転速度に大きく依存し、単位は毎分回転数（RPM）。
  - 転送時間 - データがディスクから実際に読み取られたり、ディスクに書き込まれたりする時間。

ディスクの平均レイテンシ（ミリ秒）が約30000/RPMであるという経験的な関係に基づいて、理論的なアクセス時間またはレイテンシの平均値を下表に示す：
| 回転数/分 | 平均遅延（ミリ秒） |
| --------- | ------------------ |
| 4200      | 7,14               |
| 5400      | 5,55               |
| 7200      | 4,17               |
| 10000     | 3                  |
| 15000     | 2                  |